# Helge Andersson (konstnär, 1913–1988)
Helge Sigvard Andersson, född 8 september 1913 i Askums församling, Göteborgs och Bohus län, död 26 mars 1988 i Lysekils församling, Göteborgs och Bohus län, var en svensk konstnär.

## Biografi
Helge Andersson fick sin konstutbildning vid Konsthögskolan Valand i Göteborg 1932-1936 av Sigfrid Ullman. Under sin karriär genomförde han flera studieresor i Europa, Israel och Afrika. Andersson var medlem i Konstnärernas riksorganisation och genomförde årliga sommarutställningar i hemmet. I början av sin karriär profilerade han sig främst som landskapsmålare men målade senare också religiösa motiv. Under hela sin aktiva konstnärsperiod visade han stor skicklighet som porträttmålare. Han finns representerad på konstmuseer i bland annat Malmö och Borås.
Helge Anderssons första hustru Linnea föddes i Hunnebostrand 1913. Med henne fick han två barn, Lena Andersson (konstnär) och Ulf Andersson. Efter hennes bortgång gifte han om sig med Maj, som var baptistpastor och Sveriges förmodligen första kvinnliga frikyrkopastor. Med henne fick han dottern Noomi Österling (konstnär).

## Yrkesliv

### Separatutställningar
- Stockholm - 1941
- Jönköping - 1943
- Malmö - 1944
- Örebro, Uddevalla - 1968

### Grupp- och samlingsutställningar
- Vårsalongen Liljevalchs Stockholm 1939
- Folket i Bild utställningen Stockholm 1939
- Jubileumsutställning på "De ungas salong" Stockholm 1948
- Örebro Stads 800-jubileumsutställning 1965
- Bohussalongen och Dewerthska kulturstiftelsens utställningar
- Utställningen "Bohuslän visar" Uddevalla 1953
- Landskrona konstmuseum 1965
- Gallerie Mouffe Paris 1969
- Gallerie Vallombreuse Biarritz 1970
- London 1971
- Lyon 1971
- Palm Beach Florida 1972

### Utmärkelser
- Deverthska kulturstiftelsen 1964
- Silver- och guldmedalj av Accademia Internazionale Tommaso Campanella i Rom
- Det stora priset för sakral konst i Lyon 1971( Accademia delle artie del Lavoro)
- Lysekils kulturpris 1977

### Uppslagsverk
- Who's who in International Art 87/88
- Who's who Utgiven i Cambridge
- Enciclopedia internazionale degli artisti N. 1054 1970-1971
- Annuaire de L'art International - Max Fourny  1968-69
- International Directory of arts 8th edition 1965/1966 Ed. Helmut Rauschenbusch
- Dictionary of International Biography London fifth ed. 1968
- Svenskt konstnärslexikon Allhems förlag AB 1952
- Svenska konstnärer Eden bokförlag 1969
- Konstlexikon Natur och Kulturs förlag 1972,
- Konstnärer i Västsverige Gunnel och Kjell SwärdPedagogförlaget 1986

### Representerad
- Malmö museum
- Borås Konstmuseum
- Borås-Uddevalla och Lysekil m.fl. kommuners samlingar

### Offentliga arbeten
- Mikaelikyrkan i Västerås
- Lasarettet i Lysekil
- Lasarettet Uddevalla
- Gullmarsskolan i Lysekil
- Lysekils gravkapell
- Betelkyrkan i Lysekil, numera Träffpunkten 59:an
- Teologiska seminariets bibliotek Lidingö